# César Guerra-Peixe

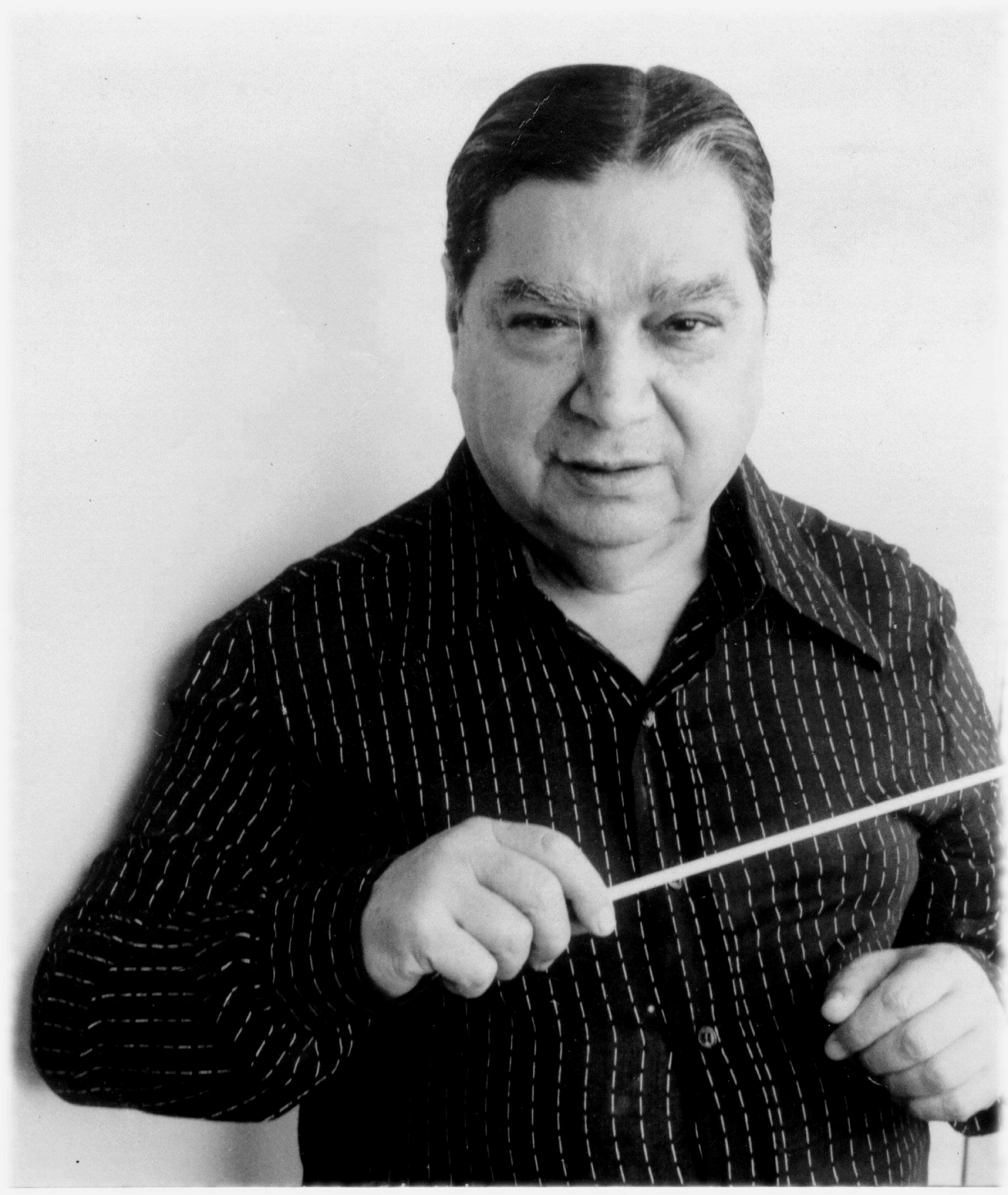
César Guerra-Peixe

César Guerra-Peixe (* 18. März 1914 in Petrópolis; † 26. November 1993 in Rio de Janeiro) war ein brasilianischer Komponist.

## Leben
Guerra-Peixe studierte von 1932 bis 1940 an der Escola Nacional de Música in Rio de Janeiro und war dann Schüler von Newton Pádua. Er wirkte als Leiter verschiedener brasilianischer Rundfunkorchester, unterrichtete von 1963 bis 1970 in Rio de Janeiro und war Leiter einer Schule für brasilianische Volksmusik.

## Werke
Neben zwei Sinfonien, fünf Instantaneos, zwei Divertimenti, zwei sinfonischen Suiten, einer Streichersuite, einem Klavierkonzert und eine Gaucho-Karwoche für Orchester komponierte er zahlreiche kammermusikalische Werke, Klavier- und Gitarrenstücke, Lieder, Chorwerke und Filmmusiken.